# لوران دي جوفيون سان سير
لوران دي جوفيون سان سير (13 أبريل 1764 - 17 مارس 1830) ، ماركيز جوفيون سان سير الأول ، قائدًا فرنسيًا في حروب الثورة الفرنسية والحروب النابليونية والذي ترقى إلى رتبة مارشال الإمبراطورية. يُعتبر سان سير أفضل قادة نابليون في الحرُب الدِفاعية.

## سيرة ذاتية
ولد لوران دي جوفيون في تول ، وهو الابن الأكبر لجان بابتيست جوفيون ، وزوجته آن ماري ميرسير. تبنى اسم سان سير على اسم والدته التي تخلت عنه في سن مبكرة. ذهب إلى روما عندما كان في الثامنة عشرة من عمره لدراسة الرسم ، ولكن على الرغم من أنه واصل دراسته الفنية بعد عودته إلى باريس عام 1784 ، إلا أنه لم يتبنَّ أبدًا مهنة الرسام. تزوج من آن جوفيون ورُزقا بطفلان ، وتزوج في سان بويز في 17 أغسطس 1847 إلى ماري دي مونتاليفيه ، ابنة مارثي كميل باشاسون ، كونت مونتاليفيه.

## الحروب الثورية
في عام 1792 ، تم اختيار سان سير كقائد في كتيبة متطوعين وخدم في طاقم الجنرال كوستين. وسرعان ما تبع ذلك الترقية ، وعلى مدار عامين ، ترقى إلى منصب رئيس اللواء ، واللواء العام. تولى قيادة الفرقة المركزية لجيش جان فيكتور ماري مورو في حملة الراين عام 1796 ، حيث ساعد في الانسحاب الشهير من بافاريا إلى نهر الراين.
في عام 1798 خلف أندريه ماسينا في قيادة الجيش الإيطالي. في العام التالي تولى قيادة الجناح الأيسر لجيش جان بابتيست جوردان الذي كان يقاتل في ألمانيا. عندما خلف ماسينا جوردان ، انضم إلى جيش مورو في إيطاليا ، حيث تميز في مواجهة الصعوبات الكبيرة التي أعقبت هزيمة نوفي. كان مورو يكره سان سير بسبب إحساسه بالصلاح وعدم الفساد. سرعان ما انتشرت الشائعات بأن سان سير كان «رفيقًا سيئًا». كما اتهمه مورو بعدم دعم لبقية الجنرالات ، على الرغم من أن الجنرالات ناي ودافوت كثيرًا ما شكراه على دعمه بعد المعارك. في عام 1800 ، عندما عُيِّن مورو في قيادة جيش نهر الراين ، عُيِّن سان سير ملازمًا رئيسيًا له ، وفي 9 مايو حقق انتصارًا على الجنرال كراي في بيبراخ. ومع ذلك ، لم يكن على علاقة جيدة بقائده وتقاعد إلى فرنسا بعد العمليات الأولى للحملة.
في عام 1801 ، تم إرسال سان سير إلى إسبانيا لقيادة الجيش المخصص لغزو البرتغال ، وعُين ضابطًا كبيرًا في وسام جوقة الشرف. عندما تم إبرام معاهدة سلام بعد فترة وجيزة مع البرتغال ، خلف لوسيان بونابرت كسفير في مدريد.

## الحروب النابليونية

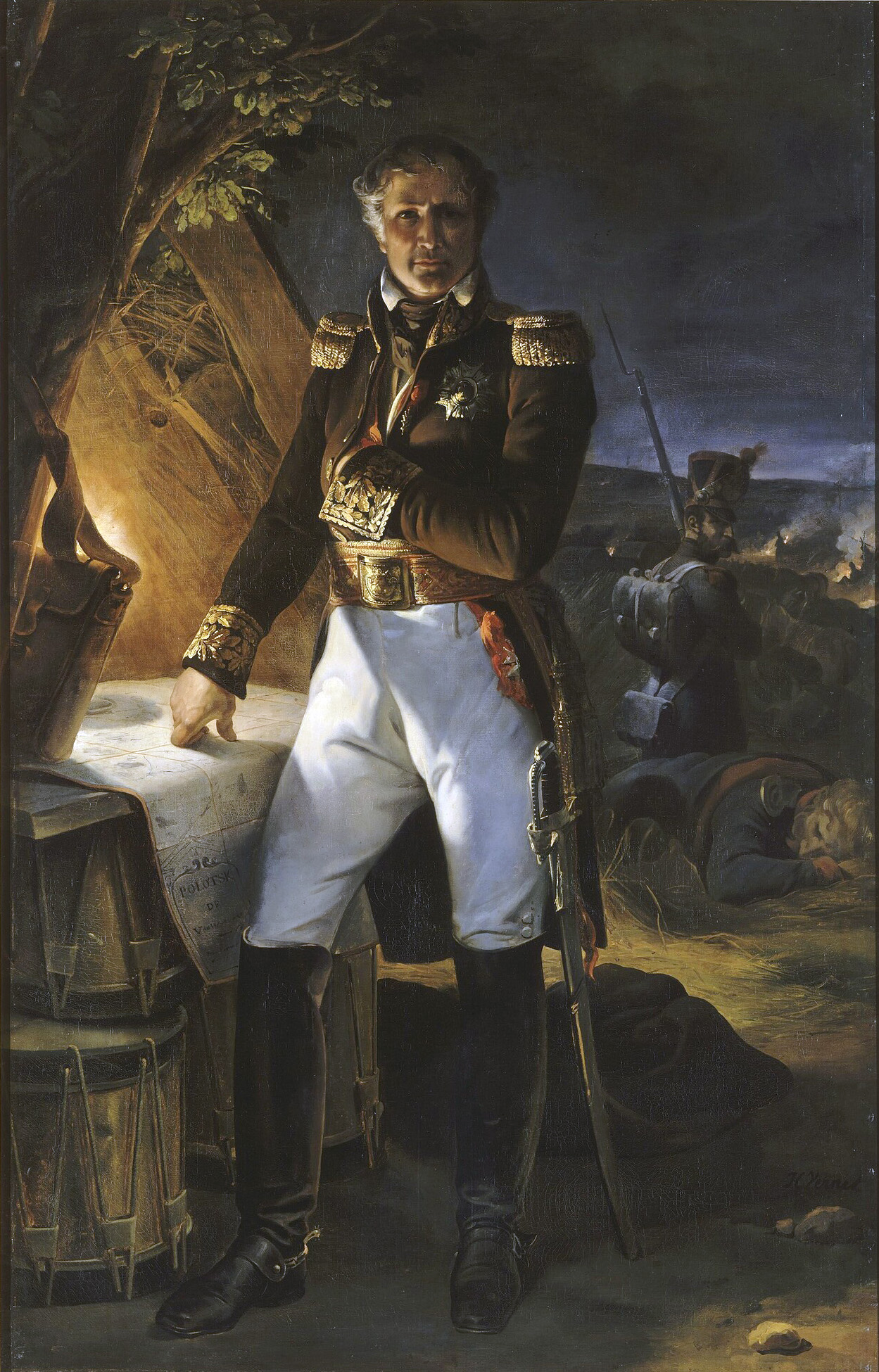
سان سير في وقت ما أثناء الحروب النابليونية. لا يرتدي سان سير زي المارشال ، ربما تَكون اللوحة في وقت قريب من معارك بولوتسك. بريشة هوراس فيرنيه.

كان سان سير رواقياً في عصر البراغماتية والمجد. أدى رفضه التوقيع على إعلان التهنئة لإعلان ولادة الإمبراطورية الفرنسية الاولى إلى عدم إدراج اسمه في القائمة الأولى كَمارشال لنابليون ، بينما قادة مثل جان لانيس وجان بابتيست بيسيير وجان دي ديو سولت الذين لم يكن لديهم خبرة قيادة مستقلة تَم أختيارهم. طوال حياته ، اعتقد سان سير أن نابليون رفض عمدًا مساعدة قواته فَقط لالحاق العار به. في عام 1803 ، تم تعيينه لقيادة فيلق الجيش في إيطاليا. في عام 1805 ، خدم بامتياز تحت قيادة أندريه ماسينا ، وفي عام 1806 ، شارك في الغزو الفرنسي لنابولي. عندما عاد إلى باريس للاحتجاج على معاملته في نابولي ، أعاده نابليون إلى منصبه تحت وطأة الموت. شارك في حملات 1807 في بروسيا وبولندا ، وفي عام 1808 ، وهو العام الذي حَصل فيه على لقب كونت ، قاد فيلقًا للجيش في كاتالونيا ؛ ولكن ، لعدم رغبته في الامتثال لأوامر معينة تلقاها من باريس ، استقال من قيادته وظل في حالة من العار حتى عام 1811.
كان سان سير لا يزال جنرالاً ، بعد أن تم استبعاده من القائمة الأولى للمارشالات. عند افتتاح الحملة الروسية ، استلم سان سير قيادة الفيلق السادس ، وفي 18 أغسطس 1812 ، انتصر على الروس في بولوتسك ، تقديراً له تم تعيينه مارشالاً. كان الروس ، بقيادة باركلي دي تولي ، يحرقون كل شيء وهم يتراجعون نحو موسكو ، وكانوا قد أحرقوا للتو سمولينسك المجاورة. كان ذلك قبل الانتصار في بولوتسك على ضفاف نهر دوجافا ، أصيب المارشال نيكولاس أودينو ، وبالتالي تولى سان سير القيادة.
في أكتوبر 1812 ، تم طرد سان سير من بولوتسك. أصيب بجرح خطير في إحدى المعارك أثناء التراجع العام. تميز سان سير في معركة دريسدن (26-27 أغسطس 1813) وفي الدفاع عن المدينة ضد الحلفاء بعد معركة لايبزيغ ، ولم يستسلم إلا في 11 نوفمبر ، عندما انسحب نابليون إلى نهر الراين. في هذا العام ، تحسنت علاقة سان سير مع الإمبراطور حيث علق نابليون على أن سان سير ليس له مثيل بَين المارشالات وكان مساويًا لنابليون نفسه في حرُب الدِفاع. في اليوم الذي حصل فيه على تَرقيته لمارشال ، كتب رسالة طويلة إلى زوجته ، ووفقًا لشخصيته ، خصص سطرًا واحدًا فقط لترقيته.

## السنوات الاخيرة

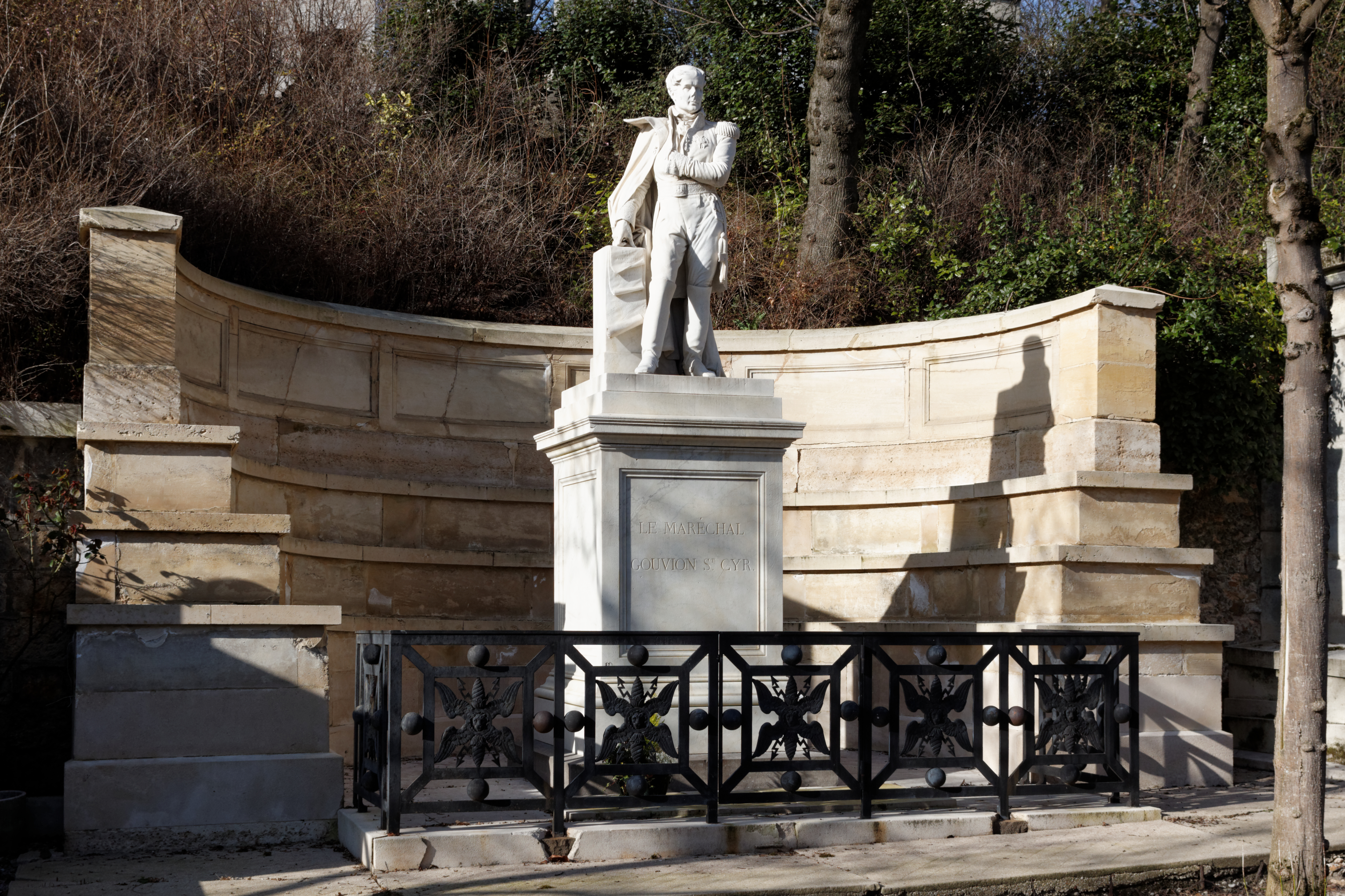
قبر سان سير في مقبرة بير لاشيز في باريس.

أثناء استعادة بوربون ، تم إنشاء سان سير ليكون نظير فرنسا ، وفي يوليو 1815 تم تعيينه وزيرًا للحرب ، لكنه استقال من منصبه في نوفمبر التالي. خلال هذا الموعد ، حاول مساعدة صديقه وزميله المارشال منذ فترة طويلة ميشيل ناي من خلال تزويده بهيئة محلفين مكونة من أربعة مارشالات آخرون. في يونيو 1817 ، تم تعيينه وزيرا للبحرية ، ذريعة له لاستئناف منصب وزير الحرب ، وهو ما فعله في سبتمبر واستمر في أداء مهامه حتى نوفمبر 1819. خلال هذا الوقت بدأ العديد من الإصلاحات ، لا سيما فيما يتعلق بالإجراءات التي تميل إلى جعل الجيش قوة وطنية وليس قوة سلالة. بذل جهودًا لحماية حقوق المحاربين القدامى في الإمبراطورية ، ونظم هيئة الأركان العامة ، وراجع القانون العسكري ولوائح المعاشات التقاعدية. أصبح مركيزًا في عام 1817. توفي سان سير في 17 مارس 1830 في هييير ، جنوب شرق فرنسا.

## في الأدب
تم ذكر المارشال سان سير في القصة القصيرة لجوزيف كونراد "The Duel" (بالإضافة إلى فيلم ريدلي سكوت «المبارزون») كقائد لـ أرماند دوبيرت بعد الترميم الثاني والأخير للملك الفرنسي لويس الثامن عشر.

## المَراجع
1. ↑  Jean, Tulard (dir.) (1999). Dictionnaire Napoléon (بالفرنسية). Paris: Fayard. Vol. 1. p. 984. ISBN:2-213-60485-1. 887
2. ↑  Jean-Claude, Banc (2007). Dictionnaire des Maréchaux de Napoléon (بالفرنسية). Paris: Pygmalion. p. 464. ISBN:978-2-7564-0078-5. 113
3. ↑  Jean, Tulard (dir.) (1999). Dictionnaire Napoléon (بالفرنسية). Paris: Fayard. Vol. 1. p. 984. ISBN:2-213-60485-1. 888